# Квант (телеканал)
Квант — бывший региональный телеканал Белоруссии. Вещал в Полоцке, Новополоцке и районах с 1 мая 1999 по 6 июня 2015 года.

## История
- В 1998 году появилась идея о создании телеканала для Полоцка и Новополоцка. В 1999 году был куплен передатчик, а 1 мая 1999 года начались первые регулярные трансляции.
- 9 июня телеканал стал круглосуточным.
- В июне на "К6" начала производиться реклама.
- 29 сентября 2000 года увидела свет программа "Параллели". Тогда она выходила только в пятницу.
- В 2001-2003 годах на канале начали появляться новые проекты и программы. В августе 2001 года программа "Параллели" стала выходить во вторник и субботу.
- Телеканал провел первый и единственный ребрендинг в 2001-2002 годах.
- В 2004 году офис телеканала начал переезд в Полоцк.
- В 2011 году в Полоцке канал начал транслировать на цифровом телевидении.

## Закрытие
Телеканал прекратил вещание 6 июня 2015 года. Всех сотрудников попросили уволиться "по собственному желанию", но вполне возможно, что телеканалу просто не выделили частоту в цифровом пакете телевидения.
Вместе с телеканалом по непонятной причине была закрыта газета "Информ-плюс", которая издавалась той же телекомпанией.
Телеканал показывал очень много контента, который был просто скачан с Интернета, так, в 2013 году был показан фильм с логотипом "Первого канала HD".

## Программы (на данный момент все закрыты)
- "Колыбельная Мурлышки" (08.09.2003 - 2015)
- "Параллели" (29.09.2000 - 2015)
- "36 и 6" (23.11.2002 - 2015)
- "Протокол" (08.04.2002 - 200?)
- "В гостях у сказки" (2001 - 200?)
- "25 кадр" (2002 - 2007)
- "Специальный репортаж" (2002 - 2015)
- "Записки звездочета" (2007 - 2015)
- "Желаю Вам..." (2000 - 2015)

## Сетевые партнеры
- НТВ (01.05.1999 — 31.12.2001)
- ТВЦ (01.01.2002 — 2005)
- С 2005 по 2015 — собственное программирование.